# Скотт Браун (шотландський футболіст)
Скотт Браун (англ. Scott Brown, нар. 25 червня 1985, Данфермлін) — шотландський футболіст, півзахисник клубу «Селтік».
Виступав, зокрема, за клуб «Гіберніан», а також національну збірну Шотландії.
П'ятиразовий володар Кубка шотландської ліги. Восьмиразовий чемпіон Шотландії. Чотириразовий володар Кубка Шотландії.

## Клубна кар'єра
У дорослому футболі дебютував 2002 року виступами за команду клубу «Гіберніан», в якій провів п'ять сезонів, взявши участь у 110 матчах чемпіонату. Більшість часу, проведеного у складі «Гіберніана», був основним гравцем команди.
До складу клубу «Селтік» приєднався 2007 року. Наразі встиг відіграти за команду з Глазго 165 матчів в національному чемпіонаті. За цей час тричі виборював титул чемпіона Шотландії.

## Виступи за збірну
У 2005 році дебютував в офіційних матчах у складі національної збірної Шотландії. Наразі провів у формі головної команди країни 33 матчі, забивши 2 голи.

## Титули і досягнення
- Володар Кубка шотландської ліги (7):

«Гіберніан»: 2006–07
«Селтік»: 2008–09, 2014–15, 2016–17, 2017–18, 2018–19, 2019–20
- Чемпіон Шотландії (10):

«Селтік»:  2007–08, 2011–12, 2012–13, 2013–14, 2014–15, 2015–16, 2016–17, 2017–18, 2018–19, 2019–20
- Володар Кубка Шотландії (6):

«Селтік»: 2010–11, 2012–13, 2016–17, 2017–18, 2018–19, 2019–20